# Annie Pelletier
Annie Pelletier (n. 22 decembrie 1973, Montréal, provincia Québec, Canada) este o prezentatoare de televiziune ce a reprezentat Canada, medaliată olimpică. A participat la o ediție a Jocurilor Olimpice (1996) în care a câștigat o medalie de bronz.

## Participări
Lista de mai jos prezintă principalele competiții la care a participat Annie Pelletier de-a lungul carierei.
- diving at the 1996 Summer Olympics – women's 3 metre springboard[*]